# Daniel Jonsson
Daniel Jonsson, född 1599 i Bengtsarvet på Sollerön, död 1663, var son till hövitsmannen Jon Andersson och Sara Olofsdotter. Majoren Daniel Jonsson på Sollerön har blivit något av en nationalhjälte i bygden och en rik flora av sägner och berättelser har bildats kring hans bravader och leverne. Han deltog bl.a. i trettioåriga kriget där han avancerade till major och chef för Mora kompani av Dalregementet. Tack vare tjänsten i kriget förlänades han Sollerön med omnejd. 
Över krigshjälten Daniel Jonsson uppsattes på sin tid ett epitafium i Mora kyrka, några år efter majorens död och strax efter Solleröns frigörelse från Mora 1775. 1934 fick epitafiet en dubblett i Sollerö kyrka.

## Bakgrund och familj
Daniel Jonsson var son till fänriken och senare hövitsmannen Jon Andersson. 1633 äktade han Margareta Danielsdotter Tersera, sondotter till kyrkoherde Ingelbertus Olai Helsingus i Leksand. 
Enligt sägnen var det egentligen Daniels äldre bror som var inkallad att tjänstgöra i kriget, men denne var föga lockad av krigarens kall och när han gråtande skulle ta farväl av den yngre brodern repade denne humör, slängde tröskslagan och drog ut i den äldre broderns ställe.

## Soldatlivet
Som 32-åring var han med som fänrik vid den förstärkning av svenska armén i Tyskland som senare överfördes till Pommern i slutet av juni 1631. Två månader senare fick han sitt elddop i slaget vid Breitenfeld. Han var också med i slaget vid Lützen där Dalregementet tog synnerligen livlig del. Efter två års stridande mot Tillys och Wallensteins härar fick Dalregementet återvända till Sverige. 
Vilan blev dock ej lång och på våren 1634 hade regementet kompletterats till full styrka och Daniel Jonsson ryckte in som löjtnant. Våren 1637 överfördes Dalregementet till Tyskland med Mora kompani under Lars Carpelans befäl. Den 22 oktober 1642 deltog han i andra slaget vid Breitenfeld  som slutade med seger över de kejserliga. Året därpå hemförlovades Dalregementet på nytt, men danska kriget kom och regementet beordrades till Skåne. 
År 1645 gick marschen hemåt, men 1648 bröt man åter upp med Tyskland som mål. Vid det här laget hade Daniel Jonsson efterträtt Lars Carpelan som kompanichef för Mora kompani. Regementet hade knappt kommit till plats och ställe när den Westfaliska freden ingicks i oktober samma år. Vilan bröts på nytt när Karl X Gustav förklarade krig mot Polen 1655. Under Daniel Jonssons befäl tågade Mora kompani mot Stockholm för vidare seglats mot Wolgast. Den 15 juli nådde man fram och marscherade mot Warschau via Stettin. Slaget blev blodigt och Dalregementet förlorade 182 man. Om Daniel Jonsson sårats framgår inte, men 1656 beviljades han avsked från chefskapet för Mora kompani, efterträdd av Carl Carlsson Uggla. 
Han var nu 57 år, men 1659 fick han åter befälet över “dalaallmogens utskottsfolk”, under en expedition mot Norge och sannolikt var det här som han erhöll sin utnämning till major.

## Befälsskapet
Hur Daniel Jonsson erhöll sitt första befäl är omtvistat. En version gör gällande att han vid ett tillfälle då den innevarande befälhavaren höll på att leda truppen rakt i fördärvet brusade upp och sonika sköt ned befälhavaren för att själv ta ledningen.

## Siljansnäsgränsen och natten i fängelse
Sollerögränsen mot Siljansnäs var länge omstridd. Under Daniel Jonssons fälttåg hade man beslutat att Morkarlarna och Siljansnäskarlarna vid ett bestämt klockslag skulle vandra mot gränsen och där man möttes skulle den vara. Siljansnäskarlarna var sluga och fyllde av dalkarlarna, så de kom ej längre än Stamnäs. När Daniel Jonsson kom åter och fick reda på att gränsen flyttats blev han ursinnig och tog Sollkarlarna med sig och brände upp Leksandsåsen. Ett sådant tilltag kunde givetvis inte gå ostraffat och fördes upp till högsta instans. När kungen hörde om detta skall han ha utbrustit "Det är ju min bästa karl! Vem kan ni sätta i hans ställe?". Majoren skulle ändå bli tvungen att tillbringa en julnatt i Hållkvarnen vid Mångbro, en natt då alla Leksands trollkäringar var ute och åkte. Majoren fann ingen bättre syssla än att koka lite beck i kvarnkammarens öppna spis, Mitt i natten satt där en katt som jamade och skrek. “Frjos, du, Pitte?” (Fryser du kisse) frågade majoren på sitt ännu bevarade modersmål, och så slängde han sin kokande beckpanna mitt i synen på katten, som genast försvann. Det var den natten som en gammal trollkäring i Leksand blev blind.
Förklaringen var enkel – ostraffad skulle ingen våga sig på Daniel Jonsson!

## Fotnoter
1. ↑  Detta skall sannolikt vara Andra slaget vid Breitenfeld, men i Anders Olssons artikel anges det som i slaget vid Lützen